# The Sedan Vault
The Sedan Vault est un groupe belge de rock indépendant, originaire de Starbroek.

## Histoire
Le groupe est formé en 1992 sous l'impulsion de ses membres qui voulaient jouer des chansons dans la lignée de Guns N' Roses. Johan Buyle, quatrième membre du groupe, quitte le groupe après le deuxième album. En date, le groupe compte trois albums, tous remarqués par la presse spécialisée : Mardi Gras of the Sisypha (2006), Vanguard (2008),  et Minutes to Midnight (2014).
The Sedan Vault a joué dans des événements notables comme le Pukkelpop, Incubate, Boomtown, le festival de Dour (2006 et 2009), et le Groezrock, entre autres. Ils jouent également en 2006 aux côtés des Datsuns. Le groupe ne donne plus signe d'activité depuis 2018.

## Discographie
- 2006 : Mardi Gras of the Sisypha
- 2008 : Vanguard
- 2014 : Minutes to Midnight